# Vilmos Tkálecz
Vilmoš Tkalec (Turnišče, 8 gennaio 1894 – Budapest, 27 maggio 1950) è stato un politico e pedagogista sloveno.
Fu il capo del governo della cosiddetta Repubblica di Prekmurje, uno stato non riconosciuto internazionalmente, sorto nella primavera del 1919 dalla dissoluzione dell'Impero austro-ungarico.
Tkalecz nacque come figlio primogenito in una famiglia di lingua slovena nella regione del Prekmurje, parte del Regno di Ungheria nell'Impero Austro-Ungarico. Prima dello scoppio della prima guerra mondiale insegnò come maestro nella scuola elementare nel villaggio di Črenšovci, a sud-ovest di Lendava. Mobilizzato nell'esercito imperiale, fu inviato al fronte orientale, da dove tornò nel 1917.
Nel maggio del 1919 è tra gli organizzatori della "Festa socialista del Prekmurje", una manifestazione di massa a favore della rivoluzione comunista di Béla Kun. Già il 29 maggio però, visto l'insuccesso della politica minoritaria del governo di Kun, Tkalecz decide di proclamare l'indipendenza dal Prekmurje dall'Ungheria. Fino al 6 giugno, le forze dell'esercito comunista ungherese e dell'esercito del Regno dei Serbi, Croati e Sloveni occupano gran parte del territorio dell'autoproclamata repubblica. Tkálecz scappa a Graz, e dopo la ristaurazione del regime conservatore di Miklós Horthy, si trasferisce in Ungheria. Dal 1920 in poi è vissuto a Nagykarácsony; del 1950 si persero le sue tracce.